# Kubok Rossii 1995-1996
La Coppa di Russia 1995-1996 (in russo Кубок России?, Kubok Rossii) è stata la 4ª edizione del principale torneo a eliminazione diretta del calcio russo. Il torneo è iniziato l'8 aprile 1995 ed è terminato l'11 maggio 1996, con la finale giocata allo Stadio Dinamo (Mosca). La Lokomotiv Mosca ha vinto la coppa, la prima della sua storia, battendo in rimonta lo Spartak Mosca.

## Formula
La Coppa si dipanava su 9 turni, tutti disputati in gara unica: in caso di parità al termine dei novanta minuti venivano disputati i tempi supplementari; in caso di ulteriore parità venivano effettuati i tiri di rigore.
Delle 22 squadre della Pervaja liga 1995, 19 entrarono in gioco al terzo turno, mentre Zarja Leninsk-Kuzneckij, Lokomotiv Čita e Čkalovec Novosibirsk entrarono in gioco direttamente al quarto.
Le sedici squadre della Vysšaja Liga 1995 entrarono in gioco solo a partire dal quinto turno (i sedicesimi di finale), giocando tutte fuori casa.

## Primo turno
Le partite furono disputate tra l'8 aprile e il 3 maggio 1995.
| Squadra 1                          | Risultato       | Squadra 2                     |
| ---------------------------------- | --------------- | ----------------------------- |
| Trubnik Kamensk-Uralksiy           | [ 1 ]           | Vjatka Kirov                  |
| Torgmaš Ljubercy                   | 2 - 3 (dts)     | Mašinostroitel' Sergiev Posad |
| Titan Reutov                       | 2 - 1           | Monolit Mosca                 |
| KamAZavtocenter Naberezhnye Chelny | [ 2 ]           | Progress Zelenodolsk          |
| TRASKO                             | 0 - 1           | Mosėnergo                     |
| Dinamo-2 Mosca                     | 3 - 1           | Torpedo Mytishchi             |
| Don Novomoskovsk                   | 1 - 0           | Arsenal Tula                  |
| Avtomobilist Noginsk               | [ 3 ]           | Rekord Aleksandrov            |
| Tekstil'ščik Išeevka               | [ 4 ]           | Svetotechnika Saransk         |
| Spartak-Bratskiy Yuzhny            | 2 - 2 (4-3 dcr) | Volgodonsk                    |
| Spartak Alagir                     | 0 - 1           | Iriston Vladikavkaz           |
| Šachtër Šachty                     | 1 - 2           | Istochnik Rostov-on-Don       |
| Kristall Sergach                   | 4 - 2           | Chimik Dzeržinsk              |
| Dinamo Perm                        | 1 - 1 (5-6 dcr) | Ėnergija Čajkovskij           |
| Avangard Kursk                     | 1 - 0           | Orël                          |
| Zenit Penza                        | 3 - 0           | SKD Samara                    |
| Torpedo Armavir                    | 0 - 1           | Kuban'                        |
| Sodovik                            | 0 - 1           | Nosta Novotroick              |
| Salyut Saratov                     | [ 5 ]           | Devon Oktyabrskiy             |
| Olimp Kislovodsk                   | 0 - 1           | Kavkazkabel' Prochladnyj      |
| Niva Slavyansk-na-Kubani           | 2 - 1 (dts)     | Gekris Anapa                  |
| Metiznik Magnitogorsk              | 1 - 0           | Sibir' Kurgan                 |
| Metallurg Vyksa                    | 2 - 2 (4-3 dcr) | Torpedo Pavlovo               |
| Metallurg Krasny Sulin             | 2 - 1           | SKA Rostov                    |
| Lokomotiv Mineral'nye Vody         | [ 6 ]           | Angusht Malgobek              |
| Kuban' S.n.K.                      | 0 - 1           | Venets Gulkevichi             |
| Kraneks Ivanovo                    | [ 7 ]           | Torpedo Vladimir              |
| Gornyak-Vannadiy Kachkanar         | 1 - 0           | Zvezda Perm'                  |
| Gazovik Orenburg                   | 2 - 2 (1-3 dcr) | UralAZ Miass                  |
| Elektron Vyatskie-Polyany          | [ 8 ]           | Gazovik-Gazprom               |
| Beshtau Lermontov                  | 1 - 2           | Avtodor-BMK Vladikavkaz       |
| Avtozapčast' Baksan                | 3 - 2           | Spartak Nal'čik               |
| Astrateks                          | 3 - 6 (dts)     | Volgar'-Gazprom               |
| Agidel' Ufa                        | [ 9 ]           | Metallurg Magnitogorsk        |
| Zenit Iževsk                       | 1 - 0           | Rubin                         |
| Turbostroitel Kaluga               | 1 - 0           | Dinamo Brjansk                |
| Metallurg Pikalevo                 | 2 - 4 (dts)     | Prometej-Dinamo S.P.          |

## Secondo turno
Le partite furono disputate tra il 5 e il 7 maggio 1995.
| Squadra 1                     | Risultato       | Squadra 2                 |
| ----------------------------- | --------------- | ------------------------- |
| Irtyš Tobol'sk                | 3 - 1           | Samotlor-XXI              |
| Dinamo Omsk                   | 1 - 4           | Irtyš Omsk                |
| Zvezda Gorodišče              | 3 - 1           | Ėnergija Pjatigorsk       |
| Zenit Iževsk                  | 0 - 2           | Lada Dimitrovgrad         |
| Yudzhin Samara                | [ 10 ]          | Svetotechnika Saransk     |
| Voločanin Vyšnij Voloček      | [ 11 ]          | Trion-Volga Tver'         |
| Volgar'-Gazprom               | 0 - 2           | Anži                      |
| Turbostroitel Kaluga          | 3 - 1 (dts)     | Industriya Obninsk        |
| Torpedo Vladimir              | 3 - 1           | Avangard-Kortėk Kolomna   |
| Torpedo Rubcovsk              | 3 - 2 (dts)     | Tom' Tomsk                |
| Titan Reutov                  | 1 - 0           | Saturn                    |
| Spartak Tambov                | 0 - 3           | Metallurg Lipeck          |
| Spartak Kostroma              | [ 12 ]          | Tekstilščik Ivanovo       |
| Salyut Saratov                | 2 - 1           | Zenit Penza               |
| Prometej-Dinamo S.P.          | 1 - 2 (dts)     | Gatchina                  |
| Niva Slavyansk-na-Kubani      | 3 - 1 (dts)     | Torpedo Taganrog          |
| Neftjanik Jaroslavl'          | 1 - 1 (4-2 dcr) | Vympel Rybinsk            |
| Metiznik Magnitogorsk         | 3 - 6           | UralAZ Miass              |
| Metallurg-ZAPSIB              | 0 - 1           | Kuzbass Kemerovo          |
| Metallurg Vyksa               | 0 - 0 (3-4 dcr) | Kristall Sergach          |
| Metallurg Magnitogorsk        | 0 - 4           | Nosta Novotroick          |
| Mašinostroitel' Sergiev Posad | 0 - 1           | Orechovo                  |
| Mašinostroitel' Pskov         | 2 - 1           | CSK VVS Kristall Smolensk |
| Kuban'                        | 2 - 2 (4-2 dcr) | Venets Gulkevichi         |
| Kavkazkabel' Prochladnyj      | 1 - 2 (dts)     | Angušt Nazran'            |
| Istochnik Rostov-on-Don       | 0 - 1           | Metallurg Krasny Sulin    |
| Iriston Vladikavkaz           | 1 - 0           | Avtozapčast' Baksan       |
| Gornyak-Vannadiy Kachkanar    | 2 - 3           | Uralec-TS Nižnij Tagil    |
| Gazovik-Gazprom               | 5 - 2 (dts)     | Progress Zelenodolsk      |
| Ėnergija Čajkovskij           | 2 - 0           | Trubnik Kamensk-Uralksiy  |
| Don Novomoskovsk              | 3 - 0           | Spartak Rjazan'           |
| Bulat Čerepovec               | 0 - 1 (dts)     | Lokomotiv S.P.            |
| Avtomobilist Noginsk          | 2 - 0           | Spartak Ščëlkovo          |
| Avtodor-BMK Vladikavkaz       | 3 - 1           | Spartak-Bratskiy Yuzhnyi  |
| Avangard Kursk                | 2 - 1           | Saljut Belgorod           |
| Angara Angarsk                | 0 - 2           | Metallurg Krasnojarsk     |
| Amur Blagoveščensk            | 1 - 0           | SKA-Chabarovsk            |
| Mosėnergo                     | 2 - 0           | Dinamo-2 Mosca            |

## Terzo turno
Le partite furono disputate tra il 15 maggio e il 16 giugno 1995. Entrarono in gioco 19 delle 22 squadre della Pervaja liga 1995.
| Squadra 1               | Risultato       | Squadra 2                    |
| ----------------------- | --------------- | ---------------------------- |
| Zvezda Gorodišče        | 1 - 1 (5-4 dcr) | Dinamo Stavropol'            |
| Tekstilščik Ivanovo     | 3 - 0           | Šinnik                       |
| Metallurg Krasny Sulin  | 2 - 0           | Kolos Krasnodar              |
| Orechovo                | 2 - 1           | Avtomobilist Noginsk         |
| Gatchina                | 1 - 0           | Smena-Saturn San Pietroburgo |
| Dinamo Jakutsk          | [ 13 ]          | Okean                        |
| Don Novomoskovsk        | 1 - 0           | Sokol Saratov                |
| Anži                    | [ 14 ]          | Uralan                       |
| Uralec-TS Nižnij Tagil  | 2 - 1           | Ėnergija Čajkovskij          |
| Turbostroitel Kaluga    | 2 - 3           | Asmaral                      |
| Trion-Volga Tver'       | 1 - 7           | Zenit San Pietroburgo        |
| Torpedo Vladimir        | 1 - 0           | Neftjanik Jaroslavl'         |
| Saljut Belgorod         | 1 - 1 (1-3 dcr) | Lada Togliatti               |
| Nosta Novotroick        | 1 - 0           | UralAZ Miass                 |
| Metallurg Lipeck        | 3 - 2 (dts)     | Torpedo Volžskij             |
| Metallurg Krasnojarsk   | 1 - 0           | Zvezda Irkutsk               |
| Mašinostroitel' Pskov   | 0 - 2           | Baltika                      |
| Lokomotiv S.P.          | 0 - 1           | Dinamo Vologda               |
| Lada Dimitrovgrad       | 2 - 1 (dts)     | Svetotechnika Saransk        |
| Kuzbass Kemerovo        | 0 - 0 (4-5 dcr) | Torpedo Rubcovsk             |
| Kuban'                  | 3 - 1           | Niva Slavyansk-na-Kubani     |
| Kristall Sergach        | 3 - 1 (dts)     | Torpedo Arzamas              |
| Gazovik-Gazprom         | 1 - 3           | Neftechimik                  |
| Avtodor-BMK Vladikavkaz | 3 - 0           | Družba Majkop                |
| Avangard Kursk          | 1 - 2           | Fakel Voronež                |
| Angušt Nazran'          | 2 - 0           | Iriston Vladikavkaz          |
| Amur Blagoveščensk      | [ 15 ]          | Luč Vladivostok              |
| Irtyš Omsk              | 3 - 3 (3-2 dcr) | Irtyš Tobol'sk               |
| Mosėnergo               | 1 - 2 (dts)     | Titan Reutov                 |

## Quarto turno
Le partite furono disputate tra il 4 e il 15 luglio 1995. Vi presero parte le 29 squadre qualificate dal turno precedente a cui si aggiunsero Zarja Leninsk-Kuzneckij, Lokomotiv Čita e Čkalovec Novosibirsk.
| Squadra 1             | Risultato       | Squadra 2               |
| --------------------- | --------------- | ----------------------- |
| Zenit San Pietroburgo | 6 – 0           | Dinamo Vologda          |
| Torpedo Vladimir      | 1 – 3           | Tekstilščik Ivanovo     |
| Torpedo Rubcovsk      | 0 – 2           | Zarja Leninsk-Kuzneckij |
| Baltika               | 2 – 0           | Gatchina                |
| Neftechimik           | 2 – 1 (dts)     | Uralec-TS Nižnij Tagil  |
| Metallurg Lipeck      | 5 – 1           | Titan Reutov            |
| Metallurg Krasnojarsk | 0 – 0 (4-3 dcr) | Lokomotiv Čita          |
| Lada Dimitrovgrad     | 3 – 0           | Kristall Sergach        |
| Kuban'                | 3 – 2           | Metallurg Krasny Sulin  |
| Fakel Voronež         | 0 – 1           | Orechovo                |
| Dinamo Jakutsk        | 2 – 3           | Amur Blagoveščensk      |
| Nosta Novotroick      | 2 – 0           | Lada Togliatti          |
| Asmaral               | 2 – 1           | Don Novomoskovsk        |
| Anži                  | [ 16 ]          | Zvezda Gorodišče        |
| Irtyš Omsk            | 4 – 3 (dts)     | Čkalovec                |
| Angušt Nazran'        | 1 – 0 (dts)     | Avtodor-BMK Vladikavkaz |

## Sedicesimi di finale
Tutte le partite furono disputate il 4 ottobre 1995. A questo turno parteciparono le 16 squadre promosse dal turno precedente e le 16 squadre militanti nella Vysšaja Liga 1995; queste ultime giocarono tutte fuori casa.
| Squadra 1               | Risultato       | Squadra 2               |
| ----------------------- | --------------- | ----------------------- |
| Zenit San Pietroburgo   | 0 – 4           | Lokomotiv Mosca         |
| Zarja Leninsk-Kuzneckij | 1 – 3           | Černomorec Novorossijsk |
| Tekstilščik Ivanovo     | 0 – 1           | Dinamo Mosca            |
| Nosta Novotroick        | 1 – 2 (dts)     | KAMAZ-Čally             |
| Neftechimik             | 1 – 1 (4-5 dcr) | Tekstil'ščik Kamyšin    |
| Metallurg Lipeck        | 1 – 0           | Torpedo Mosca           |
| Metallurg Krasnojarsk   | 0 – 3           | Uralmaš                 |
| Lada Dimitrovgrad       | 0 – 1           | Lokokomtiv Nižnij Novg. |
| Kuban'                  | 2 – 3           | Žemčužina-Soči          |
| Orechovo                | 0 – 3           | Rotor                   |
| Asmaral                 | [ 17 ]          | Spartak Mosca           |
| Anži                    | 2 – 1           | Alanija Vladikavkaz     |
| Angušt Nazran'          | 1 – 0           | Rostsel'maš             |
| Amur Blagoveščensk      | [ 19 ]          | Dinamo-Gazovik          |
| Irtyš Omsk              | 3 – 1           | Kryl'ja Sovetov Samara  |
| Baltika                 | 1 – 2 (dts)     | CSKA Mosca              |

## Ottavi di finale
Tutte le partite furono disputate il 4 novembre 1995.
| Squadra 1               | Risultato   | Squadra 2               |
| ----------------------- | ----------- | ----------------------- |
| Žemčužina-Soči          | 0 – 3       | Anži                    |
| Tekstil'ščik Kamyšin    | 1 – 0 (dts) | Metallurg Lipeck        |
| Spartak Mosca           | 2 – 0       | Angušt Nazran'          |
| Rotor                   | 4 – 0       | Irtyš Omsk              |
| Lokomotiv Mosca         | 4 – 0       | Uralmaš                 |
| KAMAZ-Čally             | [ 20 ]      | Amur Blagoveščensk      |
| CSKA Mosca              | 3 – 0       | Lokokomtiv Nižnij Novg. |
| Černomorec Novorossijsk | 0 – 2       | Dinamo Mosca            |

## Quarti di finale
Le partite furono disputate tra il 9 e il 17 aprile 1996.
| Squadra 1       | Risultato | Squadra 2            |
| --------------- | --------- | -------------------- |
| Rotor           | 2 – 0     | CSKA Mosca           |
| Dinamo Mosca    | 2 – 1     | Anži                 |
| KAMAZ-Čally     | 0 – 1     | Spartak Mosca        |
| Lokomotiv Mosca | 1 – 0     | Tekstil'ščik Kamyšin |

## Semifinali
Le partite furono disputate il 30 aprile e il 1º maggio 1996.
| Squadra 1     | Risultato | Squadra 2       |
| ------------- | --------- | --------------- |
| Spartak Mosca | 3 – 1     | Rotor           |
| Dinamo Mosca  | 0 – 1     | Lokomotiv Mosca |

## Finale
| Arbitro: | Nikolaj Levnikov |

|                                                     |           |                                                |
| 10’, 43’ (rig.) Aleksej Kosolapov 85’ Jurij Drozdov | Marcatori | Aleksandr Lipko 22’ Jurij Nykyforov 30’ (rig.) |